# Хань Вэйго
Хань Вэйго (род. 1956) — китайский генерал-полковник (28.07.2017), командующий сухопутными войсками НОАК с 2017 по 2021 год (сменил в этой должности генерал-полковника Ли Цзочэна). Член ЦК КПК 19-го созыва (с 2017). Экс-командующий Центральным театром боевого командования НОАК (первый в этой должности, с 2016 г.), бывший заместитель командующего Пекинским ВО, командовал Нанкинским ВО. Выпускник Академии национальной обороны НОАК. В 2002 году учился в Общевойсковой академии имени М. В. Фрунзе в Москве. В 2019 году вновь посещал Москву — во главе китайской военной делегации, Хань встречался с начальником Генштаба ВС РФ генералом армии Валерием Герасимовым. В 2017 году командующий парадом по случаю 90-летия со дня основания Народно-освободительной армии Китая — в автономном районе Внутренняя Монголия на полигоне Чжужихэ. Это, как и присвоение ему звания генерал-полковника за два дня до парада, предшествовало его назначению вскоре командующим сухопутными войсками НОАК — на смену Ли Цзочэну, что произошло накануне 19-го съезда КПК. При вступлении в должность Хань пообещал повысить боеготовность армии и обеспечить лояльность войск КПК. Летом 2019 года его принимал пакистанский генерал Камар Джавед Баджва. Тогда же награждён пакистанским орденом Совершенства (военным) 1 класса. В начале 2020 года Хань принимал индийскую военную делегацию во главе с генералом Ранбир Сингх (генерал).
Его называют близким к Си Цзиньпину и оного соратником.
Ханьской национальности, выходец из Цзинсина (провинция Хэбэй). Окончил Университет национальной обороны по специальности «Совместное боевое командование», магистр военных наук. Женат, есть сын.